# 330-as évek
Évszázadok: 3. század – 4. század – 5. század
Évtizedek: 280-as évek – 290-es évek – 300-as évek – 310-es évek – 320-as évek – 330-as évek – 340-es évek – 350-es évek – 360-as évek – 370-es évek – 380-as évek
Évek: 330 331 332 333 334 335 336 337 338 339

## Események
- 330-ban Konstantinápoly a Római Birodalom második fővárosa lesz.
- 336. december 25.: először ünneplik meg ezen a napon a karácsonyt Rómában.

## Híres személyek
- II. Constantinus római császár